# Fourth Wing

La page couverture du livre Fourth Wing

Fourth Wing est un  roman fantasy pour adultes de l'autrice américaine Rebecca Yarros. Il s'agit du premier livre de la série The Empyrean. Publié le 2 mai 2023 en anglais, le roman connaît un succès viral sur la communauté de lecteurs de TikTok, BookTok, ce qui le propulse au premier rang sur la liste des best-sellers du New York Times. La traduction française est éditée en France le 7 février 2024 sous le même titre .
Fourth Wing de Rebecca Yarros marque une première incursion de l’autrice dans le genre fantasy, combinant des éléments du style romance et de fantastique dans un style désormais appelé « romantasy ». Ce genre hybride a su captiver un large public en mêlant l’intensité d’une intrigue sentimentale à l’univers épique de la fantasy, rendant le roman accessible à un public à la recherche d’émotions autant que d’aventures. Dans Fourth Wing, les dynamiques entre personnages et le développement de relations complexes s’inscrivent dans un monde fictif où des enjeux de guerre et des alliances avec des dragons influencent les actions des protagonistes. Ce mélange de genres offre ainsi une expérience immersive, à la fois par la richesse de son univers et par l’attrait de ses histoires d’amour. Yarros, déjà reconnue pour ses romances contemporaines, trouve ici une nouvelle voie en construisant un monde de fantasy adulte qui fait écho aux attentes d’un lectorat en quête de récits d’évasion mais aussi de complexité émotionnelle. La popularité de Fourth Wing témoigne du potentiel de la romantasy, confirmant le désir des lecteurs pour des récits captivants qui explorent à la fois l’imaginaire et la profondeur des relations humaines.

## Publication
Fourth Wing est le premier volet de la série The Empyrean . Il s'agit du premier livre publié par Red Tower Books, une marque d'Entangled publishing.
La suite, Iron Flame, est publiée le 7 novembre 2023, et sa traduction française publiée le 5 juin 2024. Le troisième livre, Onyx Storm, est sorti le 21 janvier 2025.

## Résumé
Se déroulant au Basgiath War College dans le pays fictif de Navarre, le roman suit Violet Sorrengail, vingt ans. Après avoir suivi une formation toute sa vie pour devenir Scribe – membre du collège chargé de documenter l'histoire – elle espère entrer dans le quadrant des Scribes de l'école. Cependant, sa mère, générale et commandante du collège, la force à entrer dans le quadrant mortel des Cavaliers malgré le corps petit et fragile de Violet.
En entrant dans la « Fourth Wing » du quadrant des Cavaliers, Violet doit survivre à une série d'épreuves de plus en plus périlleuses, notamment se lier à un dragon et s'entraîner pour devenir une guerrière sur les lignes de front de la guerre en cours en Navarre. Le rôle de sa mère et sa petite taille lui mettent une cible dans le dos, en particulier avec Jack Barlowe - un camarade sadique de première année déterminé à éliminer tous les cavaliers qu'il juge faibles - et Xaden Riorson, le leader de troisième année de l'aile de Violet dont Le défunt père a mené une rébellion contre la Navarre et a été tué par la mère de Violet.

## Personnages
- Violet Sorrengail : Elle est le personnage principal, l'histoire est relatée de son point de vue. Plus petite que les autres cavaliers et physiquement faible, elle ne rejoint le quadrant des cavaliers qu'à la demande de sa mère, la générale Lilith Sorrengail. Elle est affectée à la deuxième escouade de la quatrième aile. Violet présente de nombreux symptômes et expériences parallèles à celles des personnes atteintes du syndrome d'Ehlers-Danlos, notamment des douleurs articulaires, une hypermobilité ainsi que le grisonnement de ses cheveux[réf. nécessaire]. La maladie n'est pas spécifiquement nommée dans le roman, mais Yarros a confirmé que Violet souffrait effectivement de ce syndrome[1]. Rebecca Yarros est elle-même sujette de la maladie et utilise le roman pour la faire connaître[10].
- Xaden Riorson : Le chef d'aile de la Quatrième aile de Quadrant (Fourth Wing), grâce à son lien avec Sgaeyl[Qui ?], a la capacité de manier les ombres et se retrouvé "lié" à Violet, en raison de leur dragons accouplés. Il est le fils de Fen Riorson, un chef de rébellion tué par la mère de Violet.
- Dain Aetos : Meilleur ami d'enfance de Violet et fils du colonel Aetos, cavalier de deuxième année, il est chef d'escouade au sein de la Quatrième Escadre. Grâce à son lien avec Cath (son dragon), il peut lire des souvenirs en touchant une autre personne.
- Rhiannon Matthias : Une membre de première année du Quadrant des Cavaliers affecté à la Quatrième Escadre. Elle devient la meilleure amie de Violet.
- Sawyer Henrick : Il a redoublé sa première année. Lui et Rhiannon acceptent d'aider Violet au corps à corps à la condition que Violet leur enseigne l'histoire. Il devient un bon ami de Violet, de Rhiannon et de Ridoc.
- Ridoc Gamlyn : Un étudiant de première année du Quadrant des Cavaliers affecté à la Quatrième Escadre. Il devient un bon ami de Violet et Rhiannon.
- Jack Barlowe : Un Rider violent de première année qui est affecté à la Quatrième Aile et se donne pour mission de tuer Violet.
- Mira Sorrengail : la sœur aînée de Violet et diplômée du Basgiath War College. Elle s'oppose fermement à la décision de sa mère de forcer Violet à entrer dans le Quadrant des Cavaliers.
- Liam Mairi : Un Rider de première année qui a grandi avec Xaden après que leurs parents ont été tués pour avoir dirigé la rébellion.

## Réception
Fourth Wing reçoit un accueil critique plutôt positif. Publishers Weekly dédie une critique étoilée au roman, louant la construction de son univers, ses personnages et «l'esthétique sexy et sombre du monde universitaire ». Alana Joli Abbott, dans une critique pour Paste, admire son utilisation de tropes familiers et le compare favorablement à des séries fantastiques comme Blood Trials de N.E. Davenport et A Court of Thorns and Roses de Sarah J. Maas.
Fourth Wing devient un phénomène viral sur BookTok, où les hashtags « #FourthWing » et « #RebeccaYarros » totalisent plus d'un milliard de vues combinées. Sa popularité le hisse à la première place sur la liste des best-sellers d'Amazon ainsi qu'à la première place sur la liste des meilleures ventes du New York Times, où il demeure pendant 18 semaines,. Il est reconnu pour avoir contribué à populariser le genre «romantasy», qui mélange des éléments des genres romantique et fantasy.
Kimberly Terasaki de The Mary Sue a écrit sur un phénomène au sein du fandom consistant à représenter Xaden, l'un des principaux intérêts amoureux du protagoniste, comme blanc dans le fan art malgré le fait qu'il soit décrit comme à la peau foncée dans le livre[pas clair]. Yarros a également commenté le phénomène et affirmé que le personnage n'est pas destiné à être blanc.

## Adaptation
En octobre 2023, Variety a rapporté qu'une adaptation télévisée de la série était en préparation chez Amazon MGM Studios. Il a également été révélé qu'Amazon et Outlier Society avaient acquis les droits sur tous les livres de la série, ainsi que Rebecca Yarros et Liz Pelletier seraient les productrices exécutives de la série.